# Veajetjávrrit (södra)
Veajetjávrrit (södra) och Veajetjávrrit (norra), eller Veäijehjärvet är sjöar i Finland. De ligger i kommunen Enontekis i landskapet Lappland, i den norra delen av landet, 1 000 km norr om huvudstaden Helsingfors. Veajetjávrrit (södra) ligger 843,1 meter över havet. Omgivningarna runt Veajetjávrrit (södra) är i huvudsak ett öppet busklandskap. Arean är 26,4 hektar och strandlinjen är 2,72 kilometer lång. Sjön  ingår i Torne älvs huvudavrinningsområde. 